# Нене-хатун

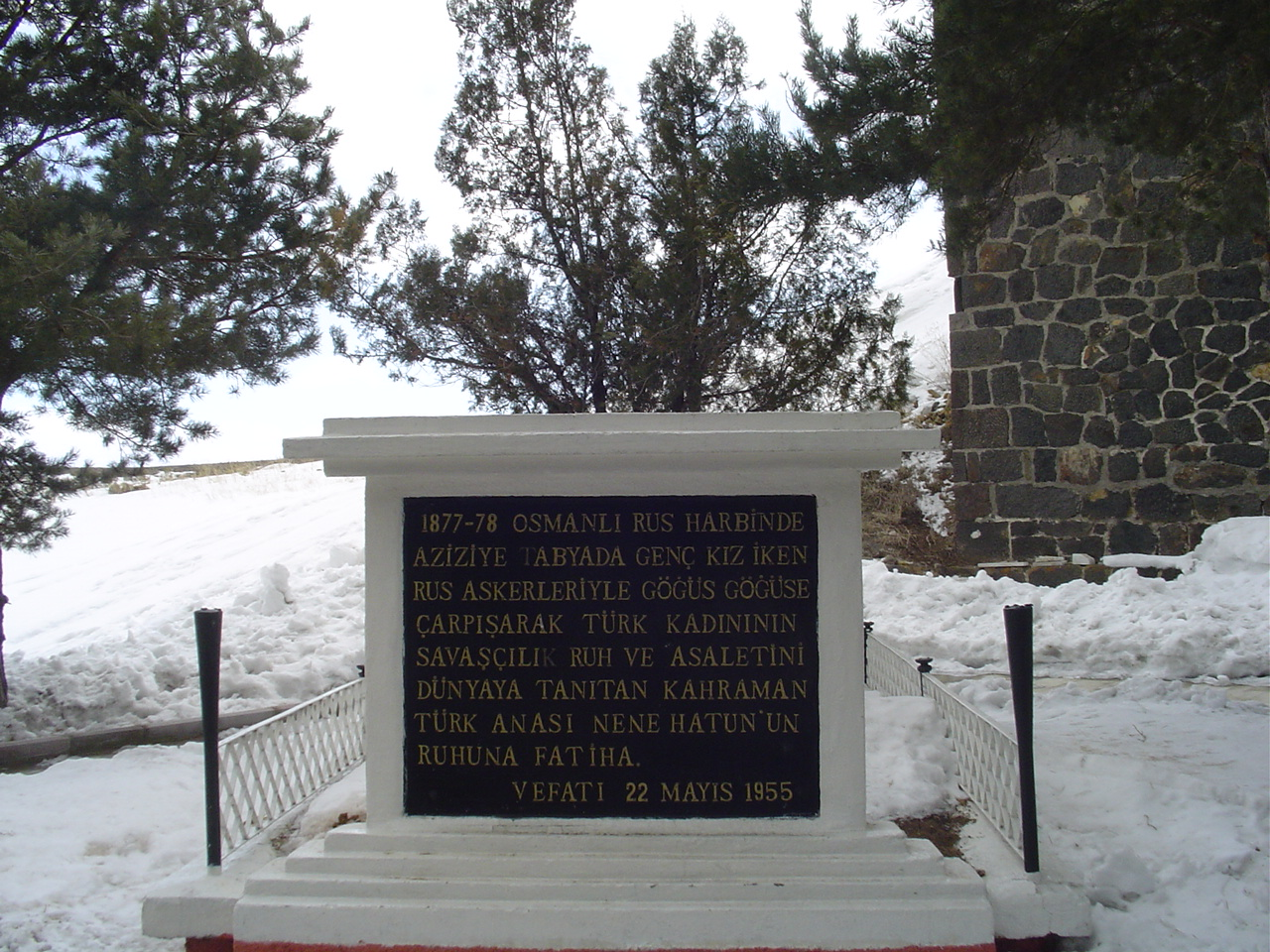
Монумент в честь Нене Хатун в форде Азизие

Нене-хатун (тур. Nene Hatun, после принятия в 1934 году закона о фамилиях взяла фамилию Кыркгёз; 1857 — 22 мая 1955) — героиня Турции, которая в возрасте двадцати лет проявила храбрость во время оккупации форта Азизие в Эрзуруме русскими войсками в начале русско-турецкой войны 1877—1878 годов. Последние дни своей жизни была известна, как «Мать Третьей Армии». После избрания в 1955 году «Матерью Года» скончалась от воспаления легких 22 мая 1955 года в Эрзуруме.

## Подвиг
В ночь с 7 на 8 ноября 1877 года крупная партизанская группа из двух прилежащих армянских сел скрытно подобралась к знаменитому бастиону деревни Азизие, что около Эрзурума. Защищавшая бастион небольшая группа солдат спала. Их застали в постелях и перебили спящих саблями. Подошедшие затем русские войска, не встретив никакого сопротивления, заняли бастион.
Спасшийся после этого нападения раненый турецкий солдат бегом достиг Эрзурума и сообщил о захвате Азизие. С минаретов вместо утреннего Азана (призыва на молитву) стали слышаться крики «Московиты вошли в Азизие». Жители Эрзурума собрали народное ополчение и выдвинулись в форт. Население было вооружено в основном косами, мотыгами, лопатами и дубинами.
Среди жителей города, отправившихся в Азизие, была Нене-хатун, у которой при захвате форта смертельно ранили родного брата: того самого солдата, который оповестил жителей города о захвате форта Азизие. Она оставила своего трёхмесячного ребенка со словами: «Тебя подарил мне Аллах, и я тебя препоручаю Аллаху». Затем она склонилась к постели брата. Поцеловав в его лоб, произнесла: «Я убью тех, кто убил тебя». Взяла топорик со стола и выбежала на улицу, слившись с толпой, отправилась в форт Азизие.
Получила известность после того, как в 1937 году журналист Исмаил Хабиб Севюк написал книгу о её подвиге.

Она, при встрече с командующим силами НАТО, который посетил её за год до её смерти, сказала: 
«Я сделала то, что требовалось. Сегодня, если потребуется, я сделаю то же самое!» .

## В культуре
- Нене-хатун является главной героиней турецкого фильма 1973 года «Gazi Kadın / Nene Hatun»[2].
- В 2010 году был выпущен одноимённый фильм о жизни Нене-хатун[3].